# ビビ・ジョーンズ
ビビ・ジョーンズ（Bibi Jones、1991年7月23日 - ）は、アメリカ合衆国のポルノ女優。オクラホマ州オクラホマシティ出身。